# Gibbula magus
Gibbula magus är en snäckart som först beskrevs av Linnaeus.  Gibbula magus ingår i släktet Gibbula och familjen pärlemorsnäckor. Inga underarter finns listade i Catalogue of Life.

## Bildgalleri

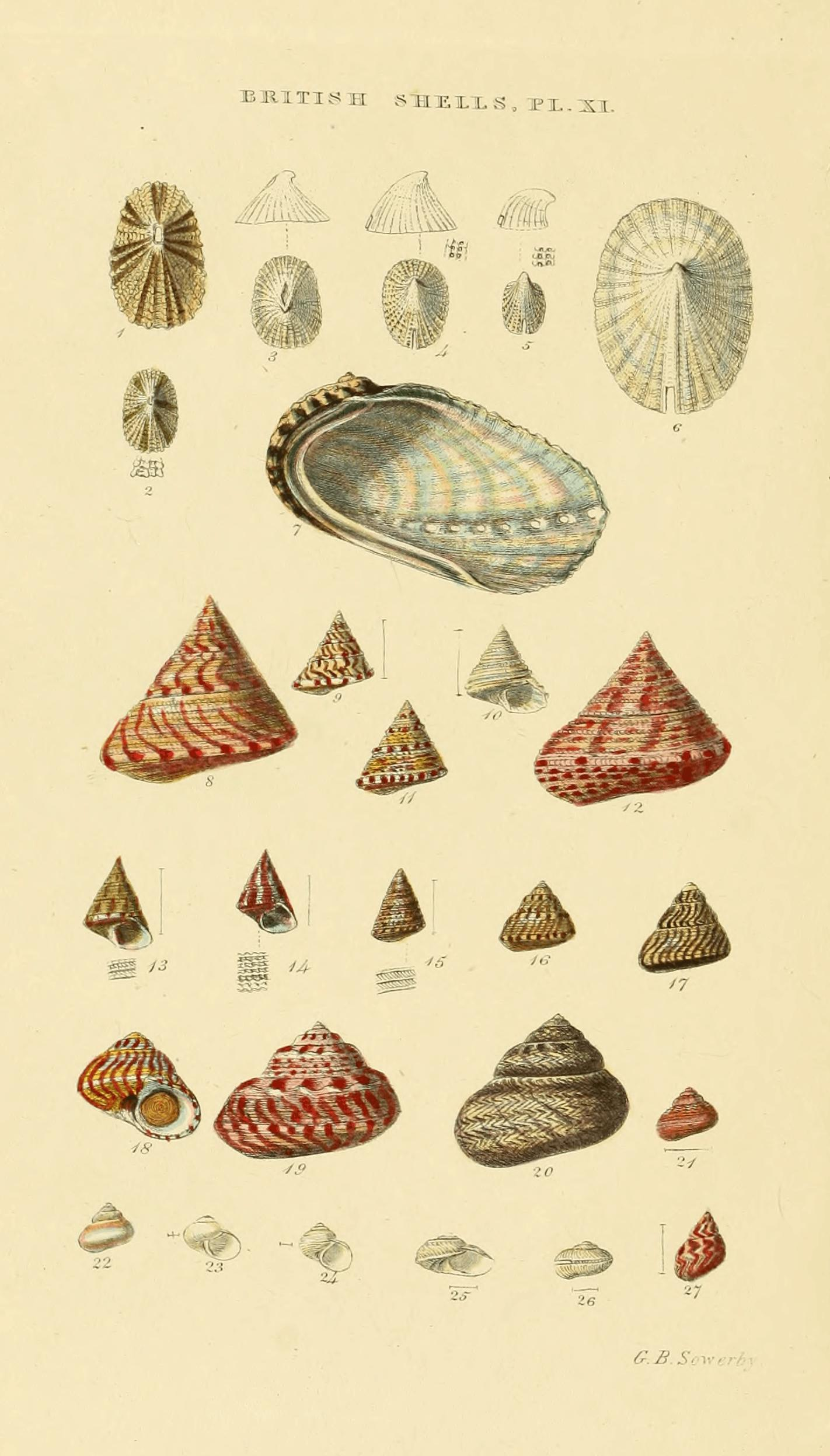